# Nahr el Kalb
Nahr el Kalb är ett vattendrag i Libanon.   Det ligger i guvernementet Libanonberget, i den centrala delen av landet, 12 km nordost om huvudstaden Beirut.
Runt Nahr el Kalb är det i huvudsak tätbebyggt. Runt Nahr el Kalb är det mycket tätbefolkat, med 1 266 invånare per kvadratkilometer.